# 金属物理学
金属物理学（きんぞくぶつりがく）とは、物理学的な方法を用いて金属の性質や構造などについて研究する学問。物性物理学の一分野にして、金属学や冶金学の基礎でもある。研究には電子顕微鏡や分光法、熱・磁気による分析などの方法が用いられる。入門書として幸田成康『金属物理学序論 - 構造欠陥を主にした -』がある。本書では、金属物理学は物理学への統計力学などの応用ということになっている。